# Miló de Crotona

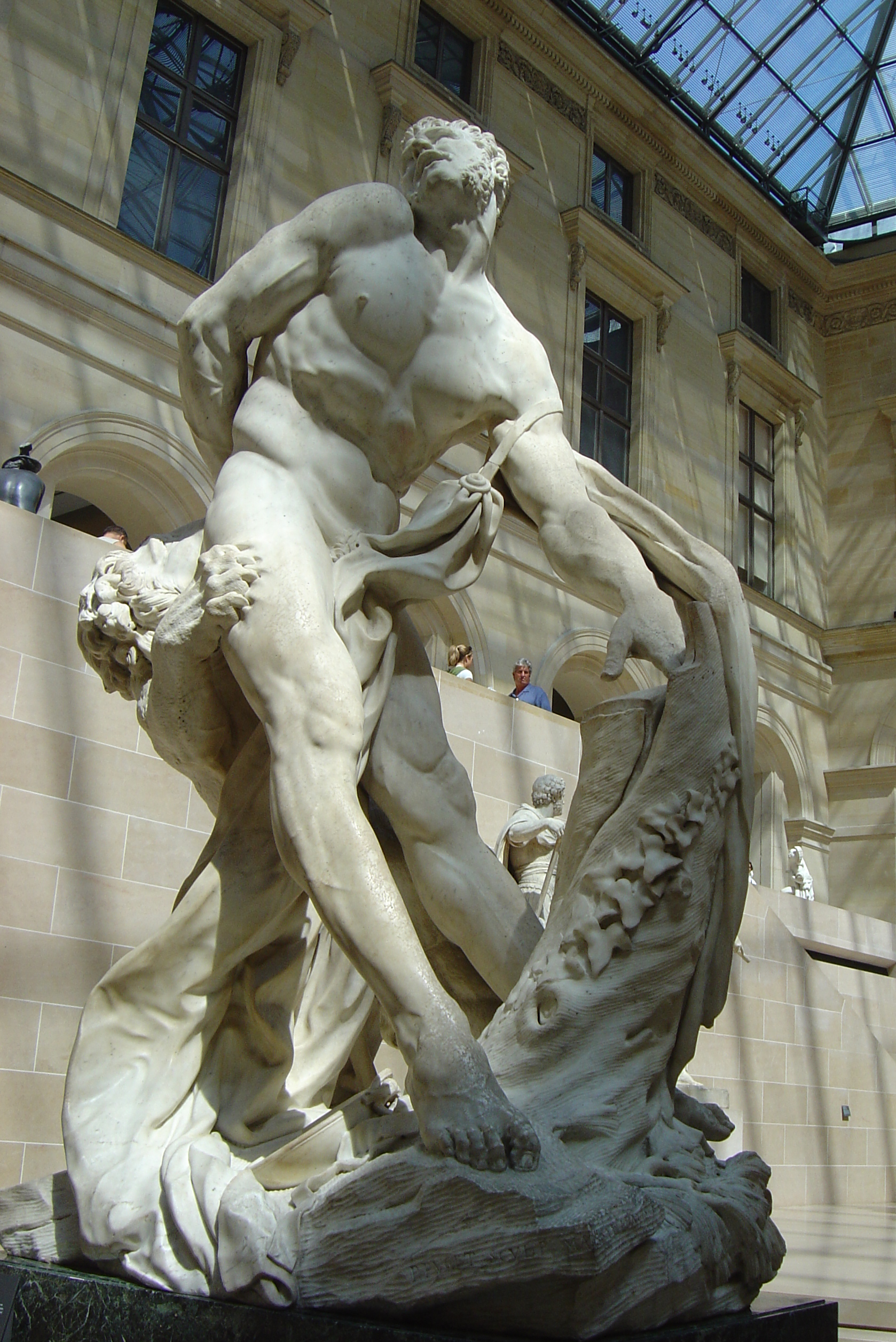
Miló de Crotona, escultura de Pierre Puget (París, Museu del Louvre).

Miló de Crotona (en llatí Milon, en grec antic Μίλων), fill de Diòtim, fou un atleta grec famós per la seva extraordinària força. Va obtenir sis vegades el triomf en lluita als Jocs Olímpics i altres sis als Jocs Pítics, però la setena vegada que va anar a Olímpia va ser derrotat per la superior agilitat del seu rival.
Pels seus èxits era famós a la seva ciutat de Crotona i per això va ser nomenat comandant de l'exèrcit destinat a lluitar contra els sibarites dirigits per Telis. Va participar en la batalla de Cratis l'any 511 aC i Diodor de Sicília li atribueix la gran victòria dels crotonians gairebé a ell sol, i el compara amb Hèracles, i diu que només amb la seva destresa i força va ocupar tot el camp enemic, portant la corona de la seva victòria olímpica. No es coneixen més fets de la seva vida pública, però Heròdot en parla, i diu que el metge Demòcedes, quan es va refugiar a Crotona, va demanar una filla seva en matrimoni, confiant en què el nom de Miló podria atemorir fins i tot al rei persa Darios el Gran ja que s'havia escapat de la seva cort.
Es va casar amb Mia, una de les filles de Pitàgoras i Teano.
Els autors antics expliquen moltes històries sobre la seva força i les seves gestes. Es diu que va portar un bou de quatre anys sobre les espatlles a l'estadi d'Olímpia i que se'l va menjar en un sol dia. Pausànies n'explica algunes, i diu que agafava una magrana tan fort amb la mà que ningú no la podia prendre per la força i encara que l'estrenyés, no la xafava. Es posava dret damunt d'un disc untat amb oli i es reia dels que empenyent-lo el volien fer caure, i que feia exhibicions semblants de la seva força. Es lligava una corda al front com si fos una cinta o una corona i retenint la respiració inflava les venes del cap i la trencava.
Es diu que va morir devorat pels llops. Una vegada anava pel bosc de Crotona i va veure un tronc posat a assecar i separat per unes falques. Amb arrogància, va posar les mans i va treure les falques i va quedar presoner al tronc quan es va tancar. Els llops se'l van menjar. Tenia una estàtua a Olímpia que havia fet el seu conciutadà l'escultor Dàmees, i es deia que ell mateix l'havia portat a coll fins al seu emplaçament a Olímpia.